# George Neville Watson
George Neville Watson (31 de enero de 1886 - 2 de febrero de 1965) fue un matemático inglés, que aplicó el análisis complejo a la teoría de funciones especiales. Su colaboración en la edición de 1915 del "Curso de análisis moderno" de Edmund Whittaker (1902) produjo el clásico texto "Whittaker and Watson". En 1918 demostró un resultado significativo conocido como lema de Watson, que tiene muchas aplicaciones en la teoría sobre el comportamiento asintótico de la integración exponencial.

## Educación
Watson se formó en la St Paul's School de Londres, siendo alumno de F. S. Macaulay, y en el Trinity College (Cambridge). Allí coincidió con Whittaker, aunque solo coincidieron durante dos años. Se convirtió en profesor de la Universidad de Birmingham en 1918, donde permaneció hasta 1951.
Fue galardonado con un grado honorario en ciencias puras en 1919 por la Universidad de Birmingham.

## Carrera
Su "Tratado sobre la teoría de las funciones de Bessel" (1922) se convirtió en un clásico, en particular con respecto a las series asintóticas de funciones de Bessel.
Posteriormente pasó muchos años trabajando sobre las fórmulas de Ramanujan en el área de ecuaciones modulares, funciones mock theta y series-q, y durante algún tiempo se ocupó del cuaderno perdido de Ramanujan:

En algún momento a finales de los años 1920, G. N. Watson y B. M. Wilson comenzaron la tarea de editar los cuadernos de Ramanujan. El segundo cuaderno, siendo una edición revisada y ampliada de la primera, era su foco principal. Wilson fue asignado a los Capítulos 2-14, y Watson debía examinar los Capítulos 15-21. Wilson dedicó sus esfuerzos a esta tarea hasta 1935, cuando murió de una infección a la temprana edad de 38 años. Watson escribió más de 30 artículos inspirados en los cuadernos antes de que su interés evidentemente disminuyera a finales de los años treinta.

Ramanujan descubrió muchas más ecuaciones modulares que todos sus predecesores matemáticos combinados. Watson proporcionó pruebas para la mayoría de las ecuaciones modulares de Ramanujan. Bruce Carl Berndt completó el proyecto iniciado por Watson y Wilson. Gran parte del libro de Berndt Cuadernos de Ramanujan, Parte 3 (1998) se basa en el trabajo previo de Watson.
Los intereses de Watson incluían casos solubles de la ecuación de quinto grado. Introdujo la identidad del quíntuple producto de Watson.

## Honores y premios
- Watson fue elegido en 1919 miembro de la Royal Society,[1] y en 1946, recibió la Medalla Sylvester de la Sociedad.
- Fue presidente de la London Mathematical Society de 1933 a 1935.